# Helmut Lehmann (Maschinenbauingenieur)
Helmut Lehmann (* 2. März 1918 in Jena; † 29. August 2010) war ein deutscher Maschinenbauingenieur, Direktor und Vorstand der Buchtal GmbH in Schwarzenfeld sowie Präsident der Deutschen Keramischen Gesellschaft.

## Leben
Helmut Lehmann war der Sohn von Heinrich Lehmann.
Nach der Entlassung aus der Kriegsgefangenschaft machte er zunächst eine Lehre als Schlosser bei Ford in Köln und studierte dann Maschinenbau. 1955 wurde er zum technischen Vorstand an der Seite von Willy Lersch (1914–2006) in dessen Funktion als kaufmännischer Vorstand bestellt. Gemeinsam führten sie Buchtal zu einem führenden Unternehmen in der Baukeramik-Branche und zu einem der bedeutendsten Exportunternehmen in ganz Ostbayern. 1975 wurde er Präsident der Deutschen Keramischen Gesellschaft, ein Amt, das er zwölf Jahre lang innehatte. 1984 ging er als Buchtal-Vorstand in den Ruhestand.
Lehmann war in zahlreichen Vereinen des Landkreises Schwandorf engagiert, war unter anderem über zwei Jahrzehnte lang Leiter der Hegegemeinschaft Schwarzenfeld und 17 Jahre lang Vorsitzender der Kreisgruppe Nabburg des Bayerischen Jagdverbandes, Gründungsmitglied der Tennisabteilung des FC Schwarzenfeld und treibende Kraft bei der Gründung des Golf- und Landclubs „Oberpfälzer Wald“. Lehmann gründete auch die Rotary-Clubs Schwandorf und Amberg.
Anlässlich seines Todes würdigte ihn die stellvertretende Landrätin und Bundestagsabgeordnete Marianne Schieder (SPD) als „eine der prägendsten Unternehmerpersönlichkeiten des Landkreises“. Seine Urne wurde auf seinen Wunsch auf hoher See beigesetzt. Aus der Ehe mit seiner Frau Lieselotte, geborene Plate, gingen zwei Kinder hervor.

## Ehrungen
- 1976: Bayerischer Verdienstorden
- 1983: Bundesverdienstkreuz 1. Klasse
- Rieke-Ring der Deutschen Keramischen Gesellschaft
- Umweltschutzmedaille
- 24. Januar 2008: Ehrenbürgerschaft der Gemeinde Schmidgaden
- Landkreisverdienstmedaille in Gold des Landkreises Schwandorf
- Bürgerverdienstmedaille in Gold des Marktes Schwarzenfeld
- Ehrenbruch des Bayerischen Jagdverbands
- Ehrenmitgliedschaften: Trachtenverein Trisching, Schützengemeinschaft „Kleeblatt“ Frotzersricht, Schützengemeinschaft „Hubertus“ Knölling, Freiwillige Feuerwehren Dürnsricht, Högling, Schmidgaden und Wolfring, Imkerverein Schwarzenfeld, Bayerischer Jagdverband Kreisgruppe Nabburg
- Mitglied auf Lebenszeit des Deutschen Museums[5]